# おとまむ系ロディー
おとまむ系ロディー（おとまむけいロディー、通称：オトロディ）(2015.12.20～2018.12.20)は、

熊本県を 拠点に セルフプロデュースで 活動していた女性アイドルグループである。

「サブカルチャーアイドルグループ」を 標榜していた。

## グループ名の由来
Otomamu K lodi (おとまむ・けい・ろでぃ) 逆から読むと idol Kumamoto (アイドル・熊本)

というのが グループ名の由来。

メンバーは それぞれ、五木めい・大津ひより・天草れいか・宇城ありさ・日吉かれん・琴平るなこ・益城さわの

と熊本の地名から 命名した。

## 来歴
2015年12月20日に 結成された。

アニメのコピーライブをやろうと宇城ありさが 琴平るなこ、天草れいか、大津ひよりを 勧誘し、

天草からの紹介で、益城さわの、日吉れん、五木めいが 参加した。

宇城の気まぐれにより「熊本を 盛り上げたいから やっぱりアイドルにしよう」と 方向転換をした。

2016年3月26日の天草酒造主催「新和 DE KANPAI」より ライブ活動を 開始した。

2015年12月20日、琴平るなこ、益城さわの、天草れいか、大津ひより、日吉れん、五木めい、宇城ありさで 結成。

2016年3月26日、天草酒蔵の酒蔵前で オトロディ初ライブ

2016年5月8日、初期メンバー初7名集合ライブ

2018年1月28日、天草れいかが 卒業。

2018年6月、球磨川しゅん、緑川みゆが 加入。

2018年7月、花畑りんね、泗水ほなみ(～2018.8)が 加入。

2018年12月16日、オトロディラストワンマンライブ (熊本 Navaro)。

2018年12月20日、解散。

公式HPの発表を通じ、結成から3周年を 機に「廃校」するとした。

## メンバー
琴平るなこ
赤担当。熊本県出身。笑顔が素敵な小悪魔ガール。ぐだぐだのMCをまとめてくれる。
- 好き：特撮、プリキュア、魔法少女全般
- 特技：MC、さわやかな毒舌

益城さわの
黄色担当。熊本県出身。オトロディのキング。なんでも作るコスプレ技術を持つ。
- 好き：アニメ全般、声優、コスプレ
- 特技：衣装づくり、ウィッグカット、整理整頓

天草れいか
緑担当。熊本県出身。オトロディのうっかり委員長。頻繁にものを壊す。
- 好き：アニメ全般、ネコ、コスプレ
- 特技：ドラム、乗馬、画像処理

大津ひより
水色担当。熊本県出身。自称天才の天然娘。オトロディ一のかまってちゃん。
- 好き：ダンス、歌、V系バンド
- 特技：天然ボケ、サポート全般

日吉れん
青色担当。鹿児島県出身。長身スレンダー。グループ内唯一のツッコミ。
- 好き：アニメ全般、コスプレ
- 特技：弾丸トーク、ツッコミ

五木めい
紫担当。宮崎県出身。グループ唯一のお色気ガール。オトロディの美容番長。
- 好き：アニメ全般、コスプレ、写真モデル
- 特技：ヘアメイク、ポージング、剣道

宇城ありさ
桃色担当。熊本県出身。グループ最小142cm。元気が取り柄のとばっちリーダー。
- 好き：魔法少女、山、射撃、電波ソング
- 特技：料理、タイピング、企画